# Brooklyn Heights Promenade
De Brooklyn Heights Promenade is een promenade van ruim 550 meter die in 1950 geopend werd in de Amerikaanse stad New York. De promenade bevindt zich in Brooklyn Heights en kijkt uit op verschillende bekende toeristische trekpleisters, zoals het bekende silhouet van Manhattan, het Vrijheidsbeeld en de Brooklyn Bridge. De wandelroute werd in eerste instantie gebouwd om de bovengelegen buurt af te schermen van de ondergelegen snelweg en zou tussen de jaren 1950 en 1980 een bekende homo-ontmoetingsplaats worden.

## Geschiedenis
Er waren al voor 1950 plannen om een wandelroute aan te leggen in Brooklyn Heights. Het eerste plan dateerde uit 1827 en was van Hezekiah Pierrepont afkomstig. De bouw vond echter geen doorgang, omdat de omwonenden, waar Pierrepont er een van was, er geen heil in zagen. Jaren later, in 1941, zou planoloog Robert Moses een voorstel schrijven voor een snelweg die Brooklyn Heights in tweeën zou splitsen. Wederom kwamen buurtbewoners in opstand tegen plannen op deze plek. In 1944 volgde een aangepast plan, een zesbaanssnelweg op de locatie waar nu de promenade ligt. Een buurtbewoner stelde voor om de zesbaansweg te splitsen in twee driebaanswegen met daarboven de promenade om het geluid van de weg te dempen. De omwonenden hoopten de wandelweg voor eigen gebruik te kunnen benutten en waren onaangenaam verrast toen bleek dat het een openbare promenade zou worden. De bouw van de promenade startte in 1946 en in 1948 werd al een deel geopend. In 1951 werd de gehele promenade opgeleverd.

### Connectie met queer gemeenschap
Al een jaar na de algehele oplevering, kreeg de Brooklyn Heights Promenade bekendheid als een homo-ontmoetingsplaats. Historicus John D'Emilio, zelf homoseksueel, vertelde dat hij in 1965 "op de Promenade belandde. Het uitzicht op Manhattan was magnifiek, maar dat was niet waar mijn aandacht heen ging. Mijn aandacht ging naar een stroom mannen die heen en weer liepen en elkaar begluurden, mijzelf incluis. In tegenstelling tot Times Square, een cruisingplaats waar maar een paar homoseksuele mannen tussen honderden andere voetgangers liepen, waren zij op de Promenade in de meerderheid."
D'Emilio's observatie past goed in de jaren 1960; de wandelweg was zo populair onder homoseksuelen dat ze specifiek hier naar toe kwamen vanuit andere delen van de stad. De politie liet de promenade sluiten in de avond en nacht, om klachten van omwonenden te voorkomen. In de jaren 1980 liet de politie de mannen wat vrijer, zo lang ze zelf uit Brooklyn Heights kwamen. Eind jaren 1980, begin jaren 1990 kregen andere locaties de voorkeur en was de promenade minder in trek.
Vanaf 1961 woonde Charlotte Charlaque, een van de eerste vrouwen die een genderbevestigende operatie onderging in de jaren 1930, om de hoek in het Pierrepont Hotel. Zij was zo vaak op de Brooklyn Heights Promenade te vinden, dat ze bij haar dood in 1963 aangeduid werd als de 'Koningin van de Promenade'. Haar vrienden strooiden haar as uit op de promenade.

## Locatie
De promenade start ter hoogte van Remsen Street. Het andere uiteinde komt uit op Orange Street. Onder de promenade liggen twee driebaanssnelwegen, onderdeel van de Interstate 278. De wandelweg ligt ten zuiden van de Brooklyn Bridge en de wandelaar kijkt vanuit hier uit op de East River en Manhattan. Hoewel de promenade strikt genomen geen park is, wordt het wel door NYC Parks beheerd.

### Monumenten
De promenade bevat drie monumenten. De eerste, vlak bij Montague Street, is een vlaggenstok voor Genevieve Earl, de eerste vrouw die gemeenteraadslid werd in New York. Het tweede monument staat hier vlakbij, en markeert de plek waar het Four Chimneys-huis, het hoofdkwartier van George Washington in zijn strijd tegen de Engelsen, stond. Het derde en laatste, een dondervogel, gedenkt de Carnasie, een Native American volk dat oesters visten in deze regio voor de Nederlanders kwamen.

## Galerij

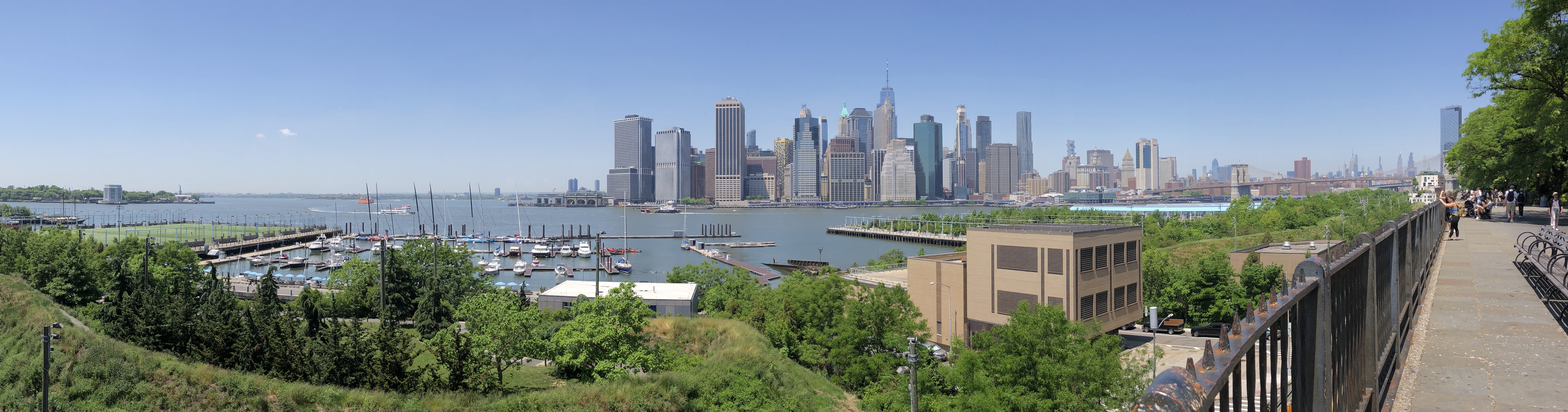
Uitzicht vanuit de promenade bij daglicht (mei 2024)
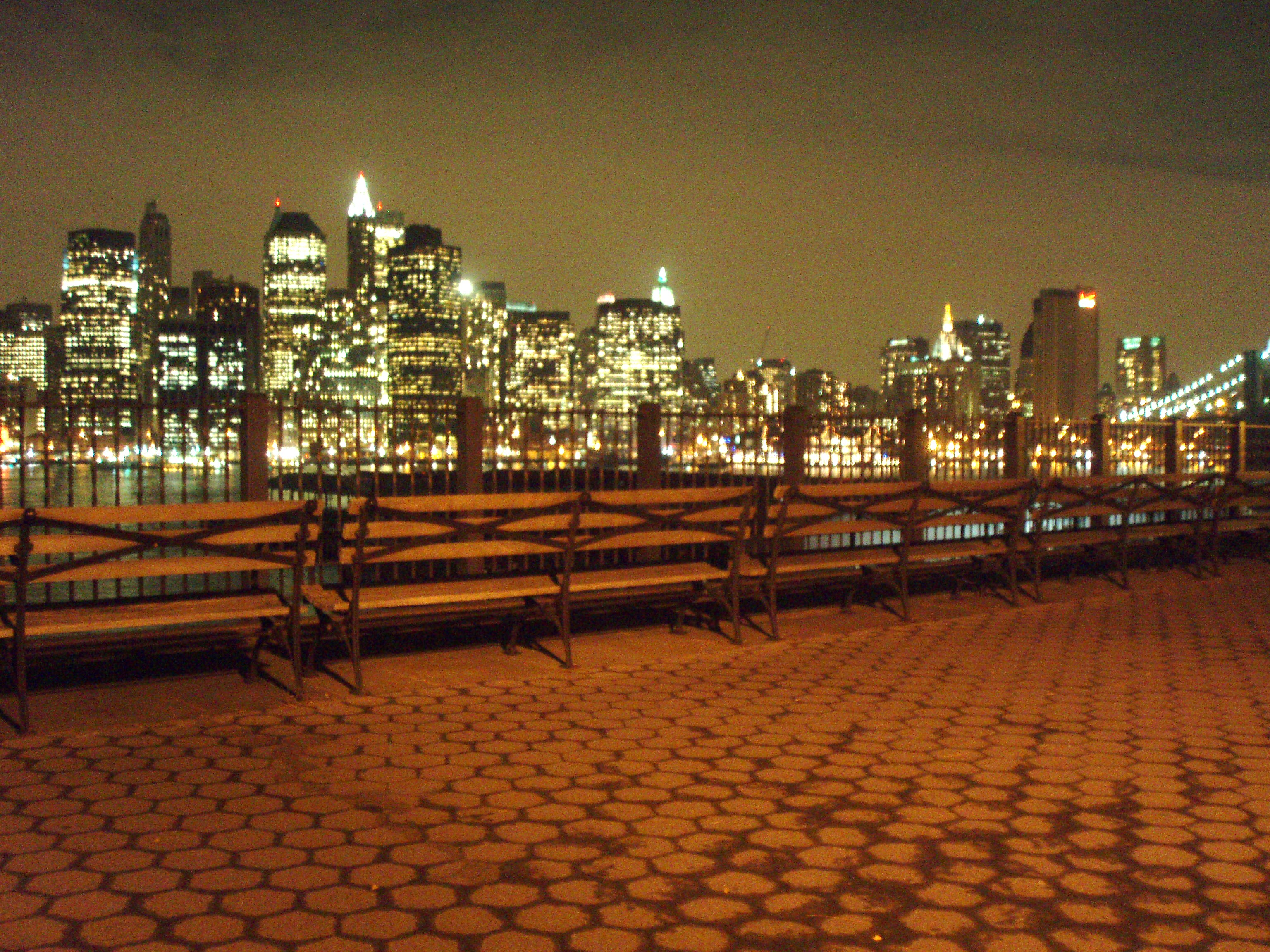
Brooklyn Heights Promenade bij nacht (november 2008)
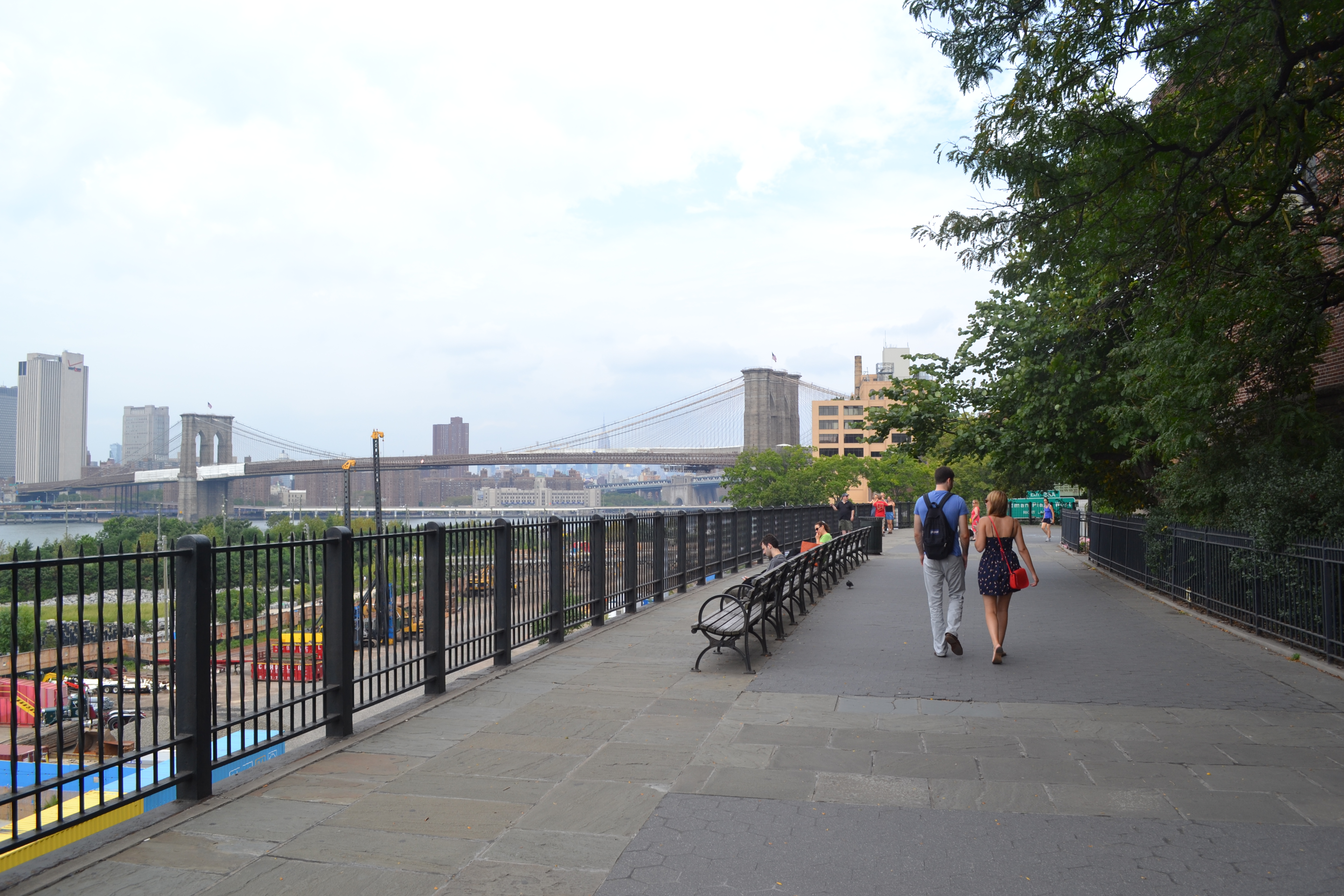
De promenade met in de verte de Brooklyn Bridge (2013)
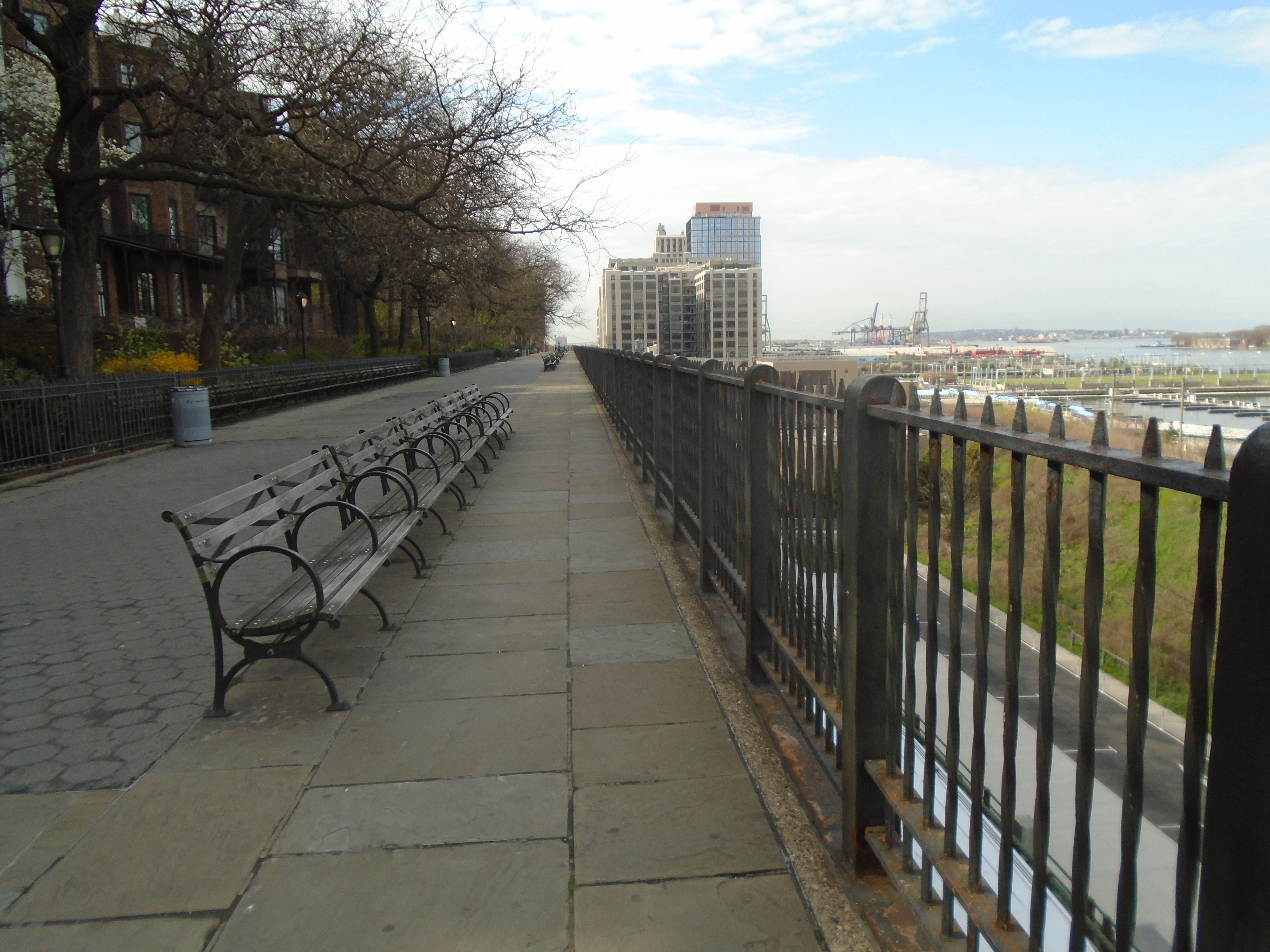
De promenade met links een van de aanliggende huizen (2020)
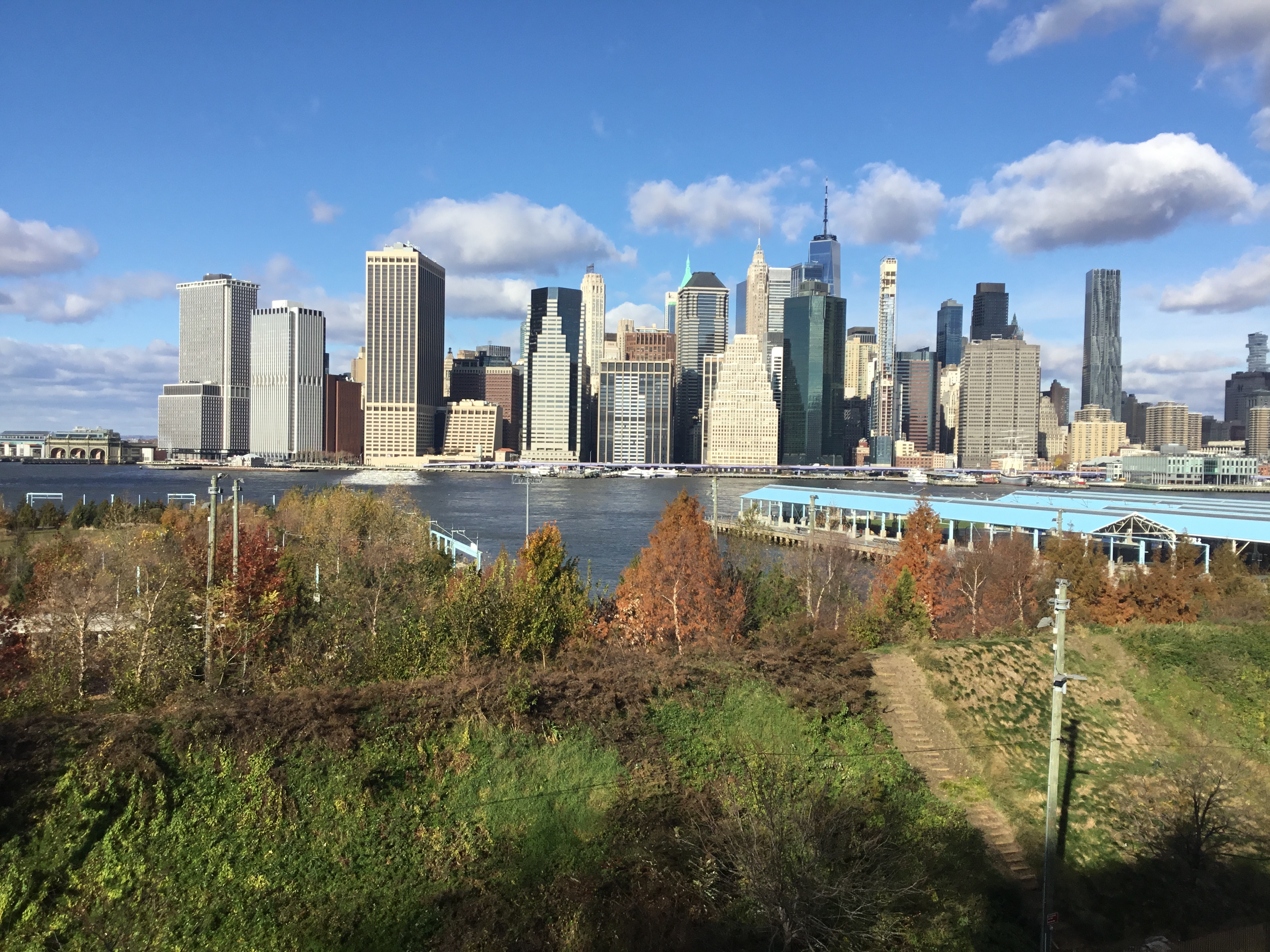
De skyline van Manhattan vanaf de promenade (2021)